# Benguela flygplats
Monbaca Benguela är en flygplats i Angola. Den ligger i den västra delen av landet, 400 kilometer söder om huvudstaden Luanda. Monbaca Benguela ligger 35 meter över havet.
Terrängen runt Monbaca Benguela är huvudsakligen platt, men söderut är den kuperad. Havet är nära Monbaca Benguela åt nordväst. Runt Monbaca Benguela är det ganska glesbefolkat, med 24 invånare per kvadratkilometer.. Närmaste större samhälle är Benguela, 3,6 kilometer norr om Monbaca Benguela.
Trakten runt Monbaca Benguela är ofruktbar med lite eller ingen växtlighet.